# Дерсбері
Дерсбері (англ. Daresbury) — село на південному сході графства Чешир з будинками, церквами, пабами, телефонними будками — батьківщина англійського письменника Льюїса Керрола. Населення за переписом 2001 року становить 216 осіб.
У центрі села знаходиться Церква Всіх Святих (All Saints Church), східне вікно якої прикрашено зображеннями героїв «Аліси в країні чудес» (Джеффрі Вебб, 1935). Вперше церква була побудована ченцями Нортона в 1100 році. Церковна вежа — єдине, що збереглося як оригінальна споруда 1550 року. Діючий пам'ятник історії був спроєктований Пейлі і Остіном; побудований в 1870 році він придбав ряд змін в облицюванні та плануванні.